# 戴偉思
戴偉思 MP （1963年1月16日—），加拿大政治人物和律師，現任加拿大新民主黨臨時黨魁。他從2008年起擔任加拿大國會下議院議員，代表卑詩省的溫哥華京士威選區，為該選區史上任期最長的議員。

## 個人生活和事業
戴偉思於亞伯達省愛民頓出生，1985年從亞伯達大學取得政治學文學士學位，1988年再從該校取得法學士學位。他於1989年取得亞伯達省執業律師資格，同年起為亞伯達新民主黨（當時為該省的官方反對黨）擔當研究員，並從1990-91年間擔任該黨黨魁馬田（Ray Martin）的政策和通訊助理。
他於1991年與家人移居卑詩省溫哥華，1992年起出任加拿大卡車司機工會第31號分會的法律資源總監，期間在仲裁小組以及聯邦和省級勞資審裁處代表該工會及其會員。
戴偉思與妻子帕姆（Sheryl Palm）育有三名子女。

## 從政
他於2008年聯邦大選首次代表加拿大新民主黨競逐國會下議院的溫哥華京士威選區議席，以35.18%得票率當選首度晉身國會，並於該屆下議院會期出任該黨的多元文化、西部經濟多樣化和溫哥華地區事務評議員，2009年起兼任公共安全評議員。2011年聯邦大選他以過半數得票率連任該選區國會議員，留任新民主黨的多元文化評議員並兼任公民及移民事務評議員，2012年則改任國際貿易評議員。他再於2015年聯邦大選連任國會議員，並於該屆會期改任新民主黨的衞生評議員。
2019年聯邦大選他以近半數選票輕鬆連任，在該屆國會會期留任新民主黨的衞生評議員，並兼任該黨的公共安全及應急事務副評議員。2021年聯邦大選，戴偉思以過半得票連任京士威選區國會議員，留任新民主黨的衞生評議員，並兼任該黨的外交副評議員。他從2024年4月起出任該黨財政評議員。
戴偉思在2025年聯邦大選中以310票之差險勝自由黨候選人連任京士威選區議員。包括此在內新民主黨總共贏取七個議席，為該黨歷來最差成績，並失去官方政黨地位，黨魁駔勉誠遂於大選當晚宣佈辭職。新民主黨聯邦委員會於同年5月5日選出戴偉思為臨時黨魁，直到該黨選出正式黨魁為止。

## 外部連結
- （英文）加拿大國會網站 戴偉思議員簡介 （页面存档备份，存于）
- （英文）戴偉思官方網站 （页面存档备份，存于）